# Чемпионат мира по снукеру при 6 красных шарах
Чемпионат мира по снукеру при 6 красных шарах (англ. 6 Reds World Championship) — турнир по снукеру с 6 красными. Впервые прошёл с 14 по 18 декабря 2009 года в Килларни, Ирландия, при содействии генерального спонсора 888sport.com и Евроспорта, как основного медиа-партнёра. Промоутером турнира выступил чемпион мира по снукеру в трёх версиях (молодёжной, любительской и профессиональной) Кен Доэрти.
В турнире приняли участие 117 игроков из 12 стран.
Первым чемпионом стал Марк Дэвис, переигравший в финале Марка Уильямса со счётом 6:3.

## Победители
| Год  | Чемпион    | Финалист     | Счёт | Сезон   |
| ---- | ---------- | ------------ | ---- | ------- |
| 2009 | Марк Дэвис | Марк Уильямс | 6:3  | 2009/10 |

## Максимальные брейки
(Официально максимальным брейком при 6 красных шарах является брейк в 75 очков)
- 75 Майкл Уайт (2 минуты 28 секунд) (Новый мировой рекорд в данном формате)
- 75 Mарк Кинг (3 минуты 12 секунд)
- 75 Дэвид Моррис (3 минуты 25 секунд)
- 75 Кен Доэрти (3 минуты 28 секунд)
- 75 Джон Хиггинс (3 минуты 38 секунд)
- 75 Марк Джойс (4 минуты 44 секунд)
- 75 Бэрри Пинчес (4 минуты 53 секунд)

Максимальные брейки со свободным шаром.
- 78 Рики Уолден
- 76 Роберт Милкинс
- 75 Mарк Кинг